# Elio Verde
Elio Verde (Aversa, 10 settembre 1987) è un judoka italiano, che gareggia per la società ASD Ginnic Club Trentola nella categoria 66 kg. È allenato da Luigi Mottola e fa parte del Gruppo Sportivo Fiamme Oro.

## Biografia
Elio Verde
- Bronzo Rotterdam 2009 (cat 60 kg)

Europei
- Bronzo Vienna 2010 (cat 60 kg)
- Bronzo Istanbul 2011 (cat 60 kg)

Giochi del Mediterraneo
- Oro Pescara 2009 (cat 60 kg)

## Campionati nazionali
- Oro 4 volte campione nazionale assoluto (2007-2008-2010-2013)
- Oro 1 volta campione nazionale assoluto juniores (2005)

## Manifestazioni internazionali
Coppa del Mondo
- Oro Varsavia 2009
- Argento Tallinn 2009
- Oro Praga 2010

Tornei internazionali
- Bronzo Jičín 2005

## Manifestazioni nazionali
- Oro Coppa Italia (RM) 2004
- Oro Coppa Italia (Ostia) 2005
- Bronzo Torneo Pechino 2008 (Brescia) 2006